# Jean Moréas
Jean Moréas (Atene, 15 aprile 1856 – Saint-Mandé, 30 marzo 1910) è stato un poeta e critico letterario greco. È noto per la pubblicazione del Manifesto del Simbolismo sul supplemento de Le Figaro del 18 settembre 1886. Alla nascita il suo nome era Ioannis A. Papadiamantopoulos (trascr. dal greco: Ιωάννης Α. Παπαδιαμαντόπουλος) e scriveva in francese.

## Biografia
Figlio di un giudice, imparò il francese e partì alla volta di Parigi nel 1875 per studiare legge all'università. Qui si fece apprezzare per le sue doti di poeta e frequentò circoli letterari; fece la conoscenza di numerosi scrittori dell'epoca, fra cui Alphonse Allais, Charles Cros, Guy de Maupassant e Léon Bloy. Frequentò inoltre anche Demetrios Galanis e il poeta Ion Minulescu.

### L'incontro con Oscar Wilde
In un incontro a cena con Jean Moréas e con i suoi discepoli, Wilde chiese più volte al poeta di recitare qualche verso, ma quello, lodato in continuazione dai suoi ammiratori, rifiutò ogni volta. Questo comportamento stizzì Oscar, che se ne andò infuriato. Quando Wilde ebbe occasione di invitare Moréas e i suoi compagni, fu l'inglese a parlare per tutto il tempo, tanto che Moréas lo definì un rompiscatole, mentre Wilde, a sua volta, si chiedeva ironicamente se il poeta fosse mai esistito o se fosse solo un mito.

## Opere
- Les Syrtes (1884)
- Le Symbolisme, Manifeste de Jean Moréas (Le Figaro, 18 settembre 1886)[2]
- Les Cantilènes (1886)
- Le Pèlerin passioné (1891)
- Stances (1893)
- Ifigenia in Tauride (1903)
- Contes de la vielle France (1904)